# Klarobelia megalocarpa
Klarobelia megalocarpa là loài thực vật có hoa thuộc họ Na. Loài này được Chatrou mô tả khoa học đầu tiên năm 1998.